# Хоптій Олег Васильович
Оле́г Васи́льович Хопті́й — майор Збройних сил України, начальник відділення пошуку та знешкодження саморобних вибухових пристроїв.

## З життєпису
3 листопада 2013 по березень 2014 року проходив службу в Ісламській Республіці Афганістан — у складі національного українського персоналу, командир групи протидії саморобним вибуховим пристроям.

## Нагороди
19 липня 2014 року — за особисту мужність і героїзм, виявлені у захисті державного суверенітету та територіальної цілісності України, вірність військовій присязі під час російсько-української війни, відзначений — нагороджений орденом Богдана Хмельницького III ступеня.